# فرودگاه جکپات
فرودگاه جکپات (به انگلیسی: Jackpot Airport) (به زبان بومی: Hayden Field) یک فرودگاه همگانی با کد یاتا KPT است که یک باند فرود آسفالت دارد و طول باند آن ۱۸۹۰ متر است. این فرودگاه در شهر جکسون، نوادا کشور ایالات متحده آمریکا قرار دارد و در ارتفاع ۱۵۸۸٫۹ متری از سطح دریا واقع شده‌است.